# وادي الداث
وادي الداث أو شعيب الداث هو أحد أودية شبه الجزيرة العربية، ويقع حالياً ضمن حدود السعودية. يبلغ طول الوادي 150 كم ومتوسط انحداره 2,8 م / كم. ينبع من جبال كبشات، ويصب في وادي الرمة. من أهم روافده شعيب هرمول، وشعيب مبهل.